# Аугустув (Паєнчанський повіт)
Аугустув (пол. Augustów) — село в Польщі, у гміні Жонсня Паєнчанського повіту Лодзинського воєводства.
Населення — 34 особи (2011).
У 1975-1998 роках село належало до Пйотрковського воєводства.

## Демографія
Демографічна структура станом на 31 березня 2011 року:
|          | Загалом | Допрацездатний вік | Працездатний вік | Постпрацездатний вік |
| -------- | ------- | ------------------ | ---------------- | -------------------- |
| Чоловіки | 17      | 5                  | 5                | 7                    |
| Жінки    | 17      | 1                  | 10               | 6                    |
| Разом    | 34      | 6                  | 15               | 13                   |